# Богомол звичайний
Богомол звичайний (Mantis religiosa) — вид великих богомолів з родини Mantidae. Зелені, жовтуваті, бурі комахи з характерною чорною чи біло-чорною плямою біля основи передніх хижих ніг. Крилаті, самці відносно добре літають. Вид поширений у Європі, Азії, Африці, інтродукований до Північної Америки. Найпівнічніший вид з богомолів, може жити в помірному кліматі, але численніший у теплих регіонах. Його ареал розширюється на початку XXI століття. Харизматична зовнішність та поширення роблять богомола звичайного найупізнаванішим видом богомолів для мешканців помірних та субтропічних широт північної півкулі, що відображено в мистецтві, зокрема на марках та монетах.

## Опис

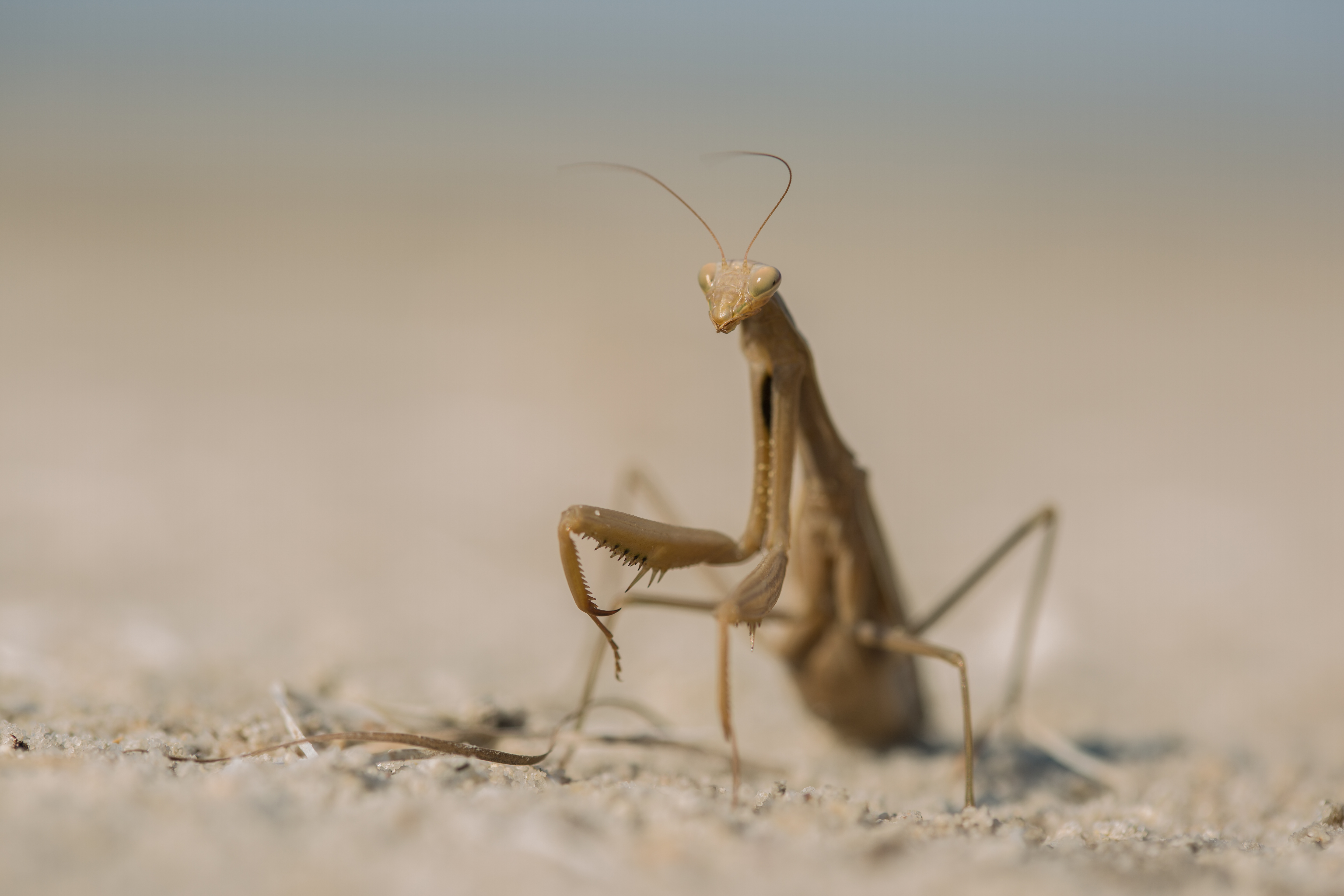
Самиця богомола коричневого кольору, Джарилгач, Україна

Богомол звичайний — це велика комаха з видовженим тілом, яке сягає 4,5–8,8 см завдовжки.
У богомола звичайного забарвлення тіла може варіюватися від зеленого до вохристого, залежно від освітлення та вологості при линянні. Зелена личинка, таким чином, може стати на наступній стадії жовто-брунатною при підвищенні температури та зниженні вологості. Колір визначається зеленим пігментом білівердином, який може окислюватися до бурого пігменту під дією світла. Також показано, що на зміну кольору можуть впливати й світлочутливі клітини кутикули, а зміна кольору може відбуватися і в імаго за умов зниження освітлення.
Антени несуть сім морфологічних типів сенсил, зокрема тактильних і ольфакторних (запахових). Також на антенах наявні унікальні для богомолів везикулярні структури, які, ймовірно, є залозами, що синтезують феромони.
Тазики передніх ніг на внутрішній поверхні мають дрібні яскраві білуваті плями, а біля основи — велику чорну овальну пляму, іноді з білим вічком усередині. Передні стегна без плям, у внутрішньому ряду великі шипи — чорні, як і канавка для «кігтя» гомілки.
Крила добре розвинені в обох статей. На передніх крилах є темна смуга вздовж переднього краю. Задні крила — жовтуваті, прозорі.

### Статевий диморфізм
Самець дрібніший та тендітніший, 4,8–6 см завдовжки, непогано літає, має довгі антени. Самиця більша, 4,3–8,8 см завдовжки, з розширеним черевцем. Вага самиці досягає 1,5-2 г, тоді як вага самця складає близько 0,5 г.На антенах самців у 5–6 разів більше сенсил, що відповідають за відчуття феромонів.
Стать у богомола звичайного визначається наявністю у самця набору хромосом X1X2Y+24 автосоми.

### Схожі види
У Європі нема інших видів роду Mantis. Схожими за розміром і забарвленням є богомоли роду Hierodula, які втім не мають плям на передніх тазиках та є міцнішої будови тіла. Останні види також мають яскраве жовтувато-біле вічко на передніх крилах. Подібну до представників роду Hierodula зовнішність має і південноєвропейський богомол Sphodromantis viridis, якого можна відрізнити від богомола звичайного за вертикальними підвищеннями на передній поверхні голови та горбками на тазиках передніх ніг.

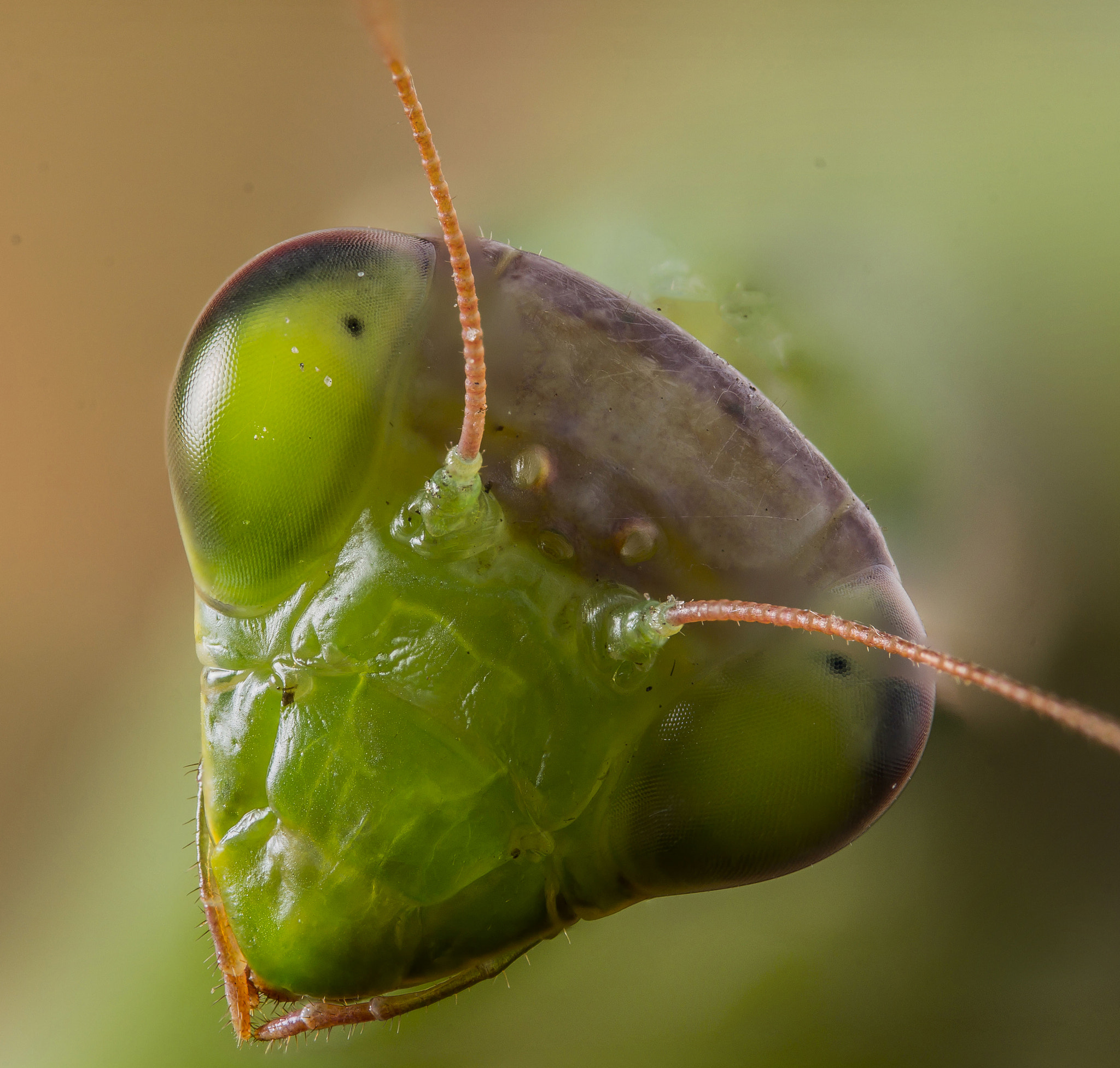
Голова самиці богомола звичайного
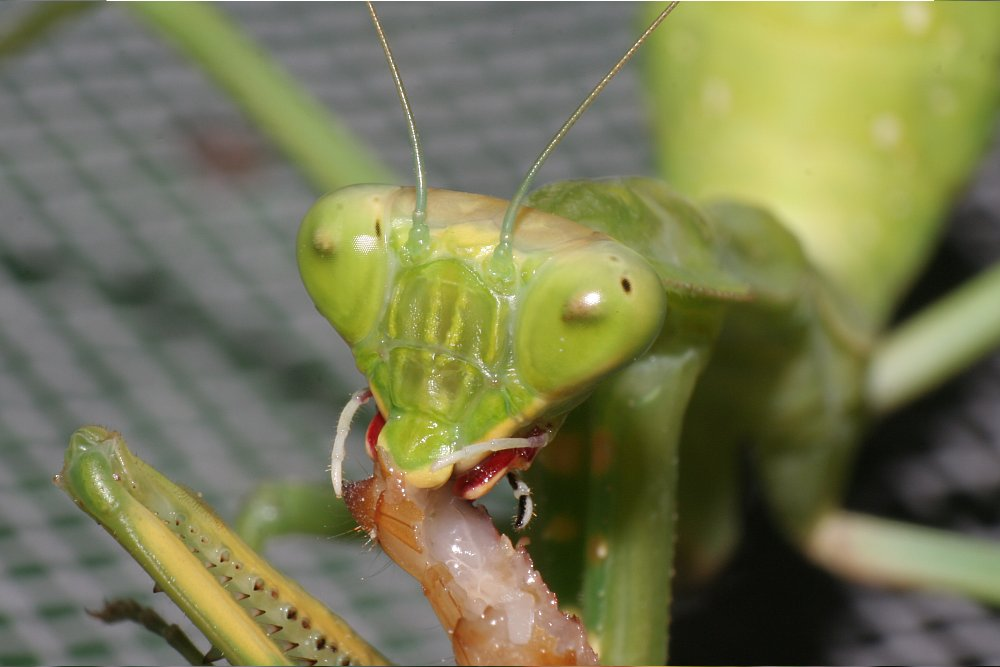
Голова самиці Sphodromantis viridis має характерні вертикальні підвищення на лобі
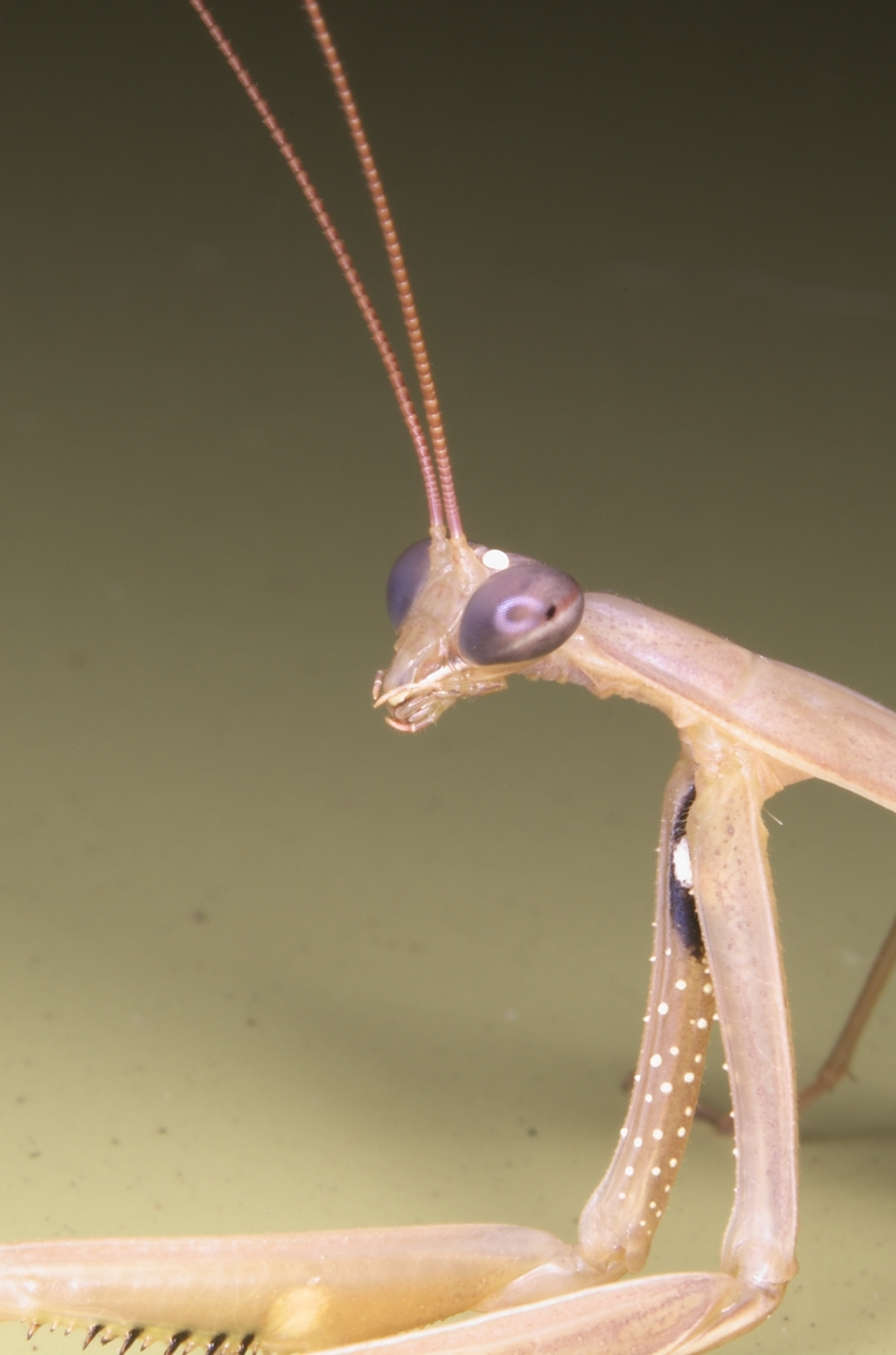
Передні тазики самця богомола звичайного з овальною плямою
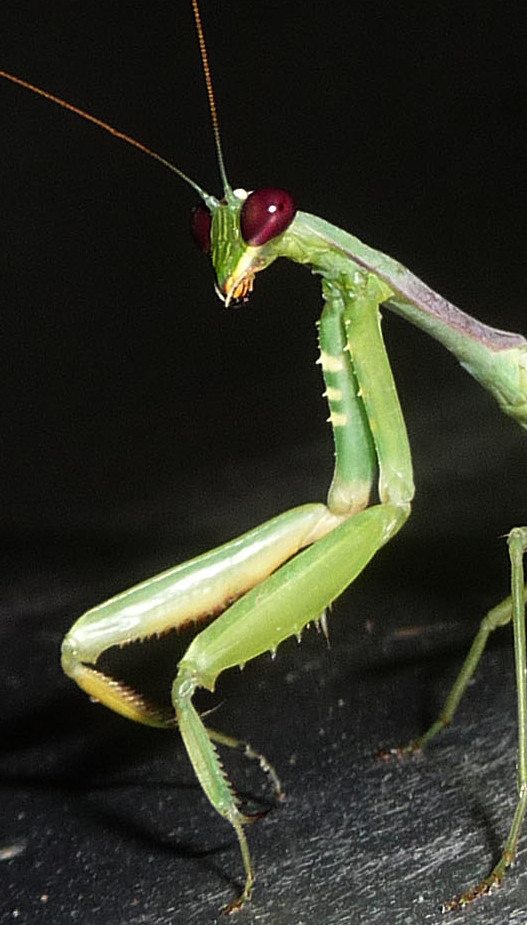
Передні тазики Sphodromantis viridis з великими світлими шипами
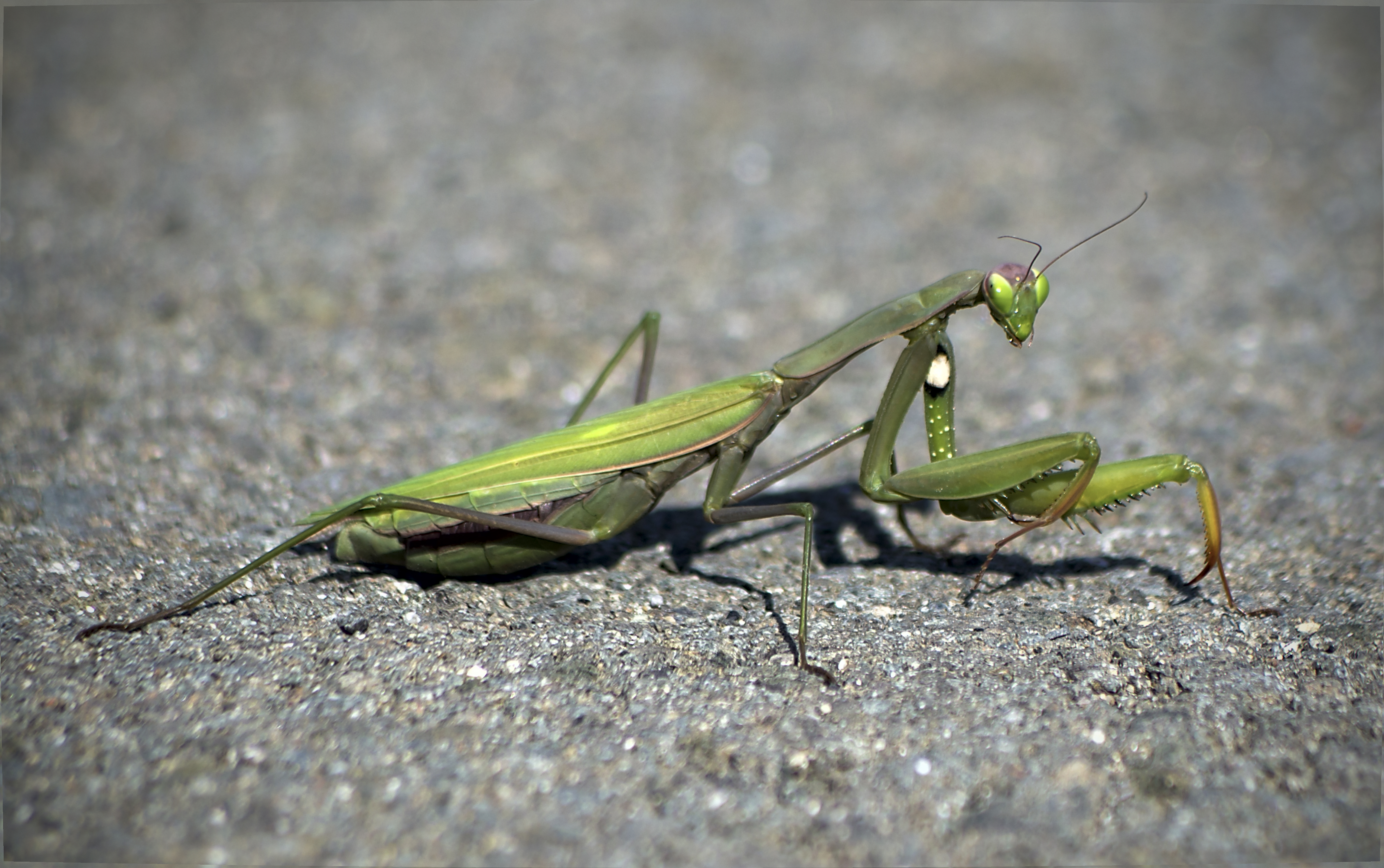
Імаго (самиця) богомола звичайного.
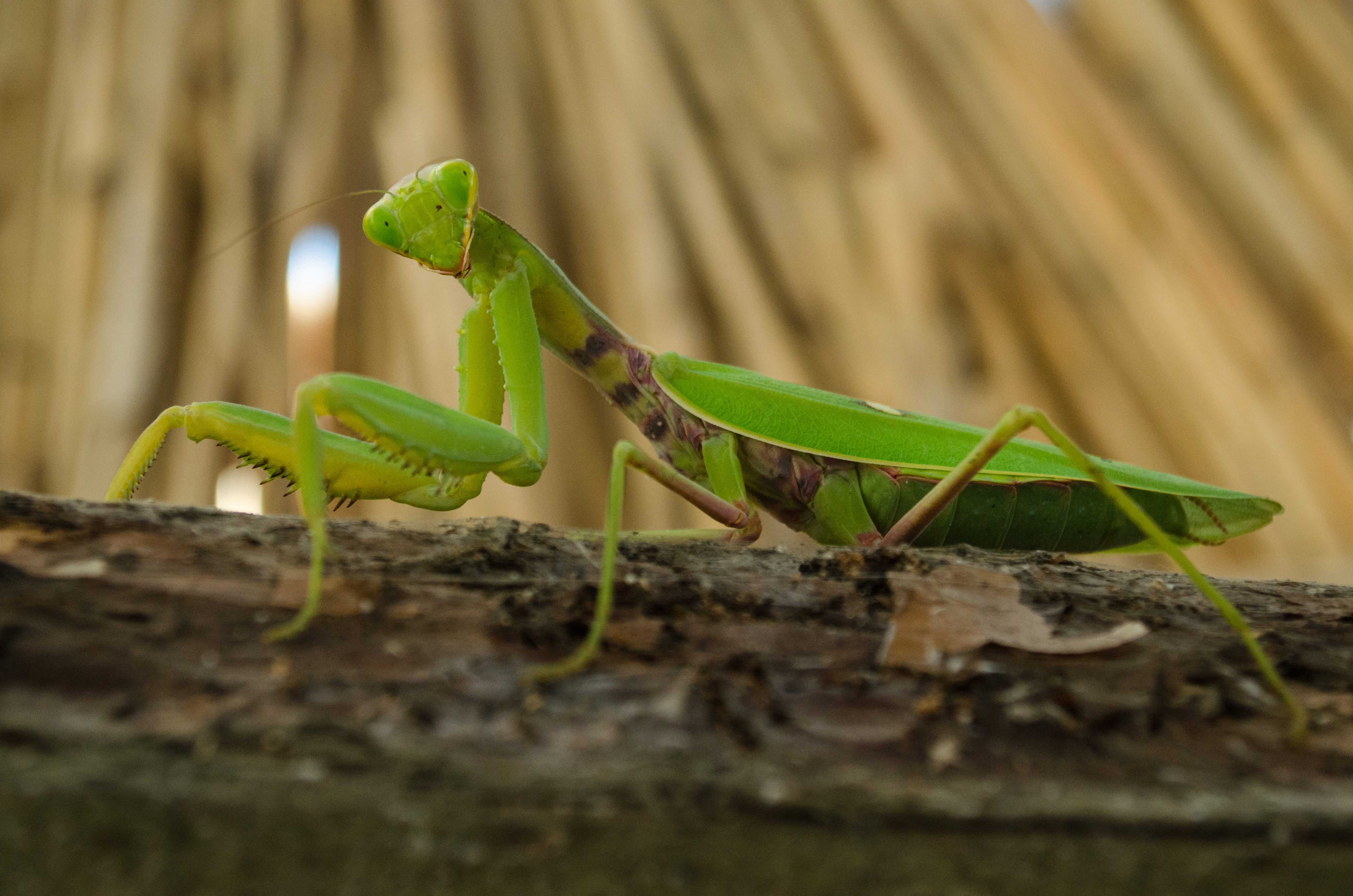
Деревний богомол закавказький має міцнішу будову тіла та білу пляму на надкрилах (вічко), але не має плям на тазиках передніх ніг

## Спосіб життя
Імаго можуть витримувати високі температури, тому зустрічаються й у напівпустельних умовах. Проте, перевагу віддають помірно вологим степам і саванам з високою травою та малими кущами. Екологічно пластичний вид, здатний жити й у приміських ландшафтах, за умови збереження трав'янистої рослинності та багатства здобичі. Самиці також потребують трав'янистої рослинності або твердих предметів (наприклад великого каміння чи стовбурів дерев) для розміщення оотеки.

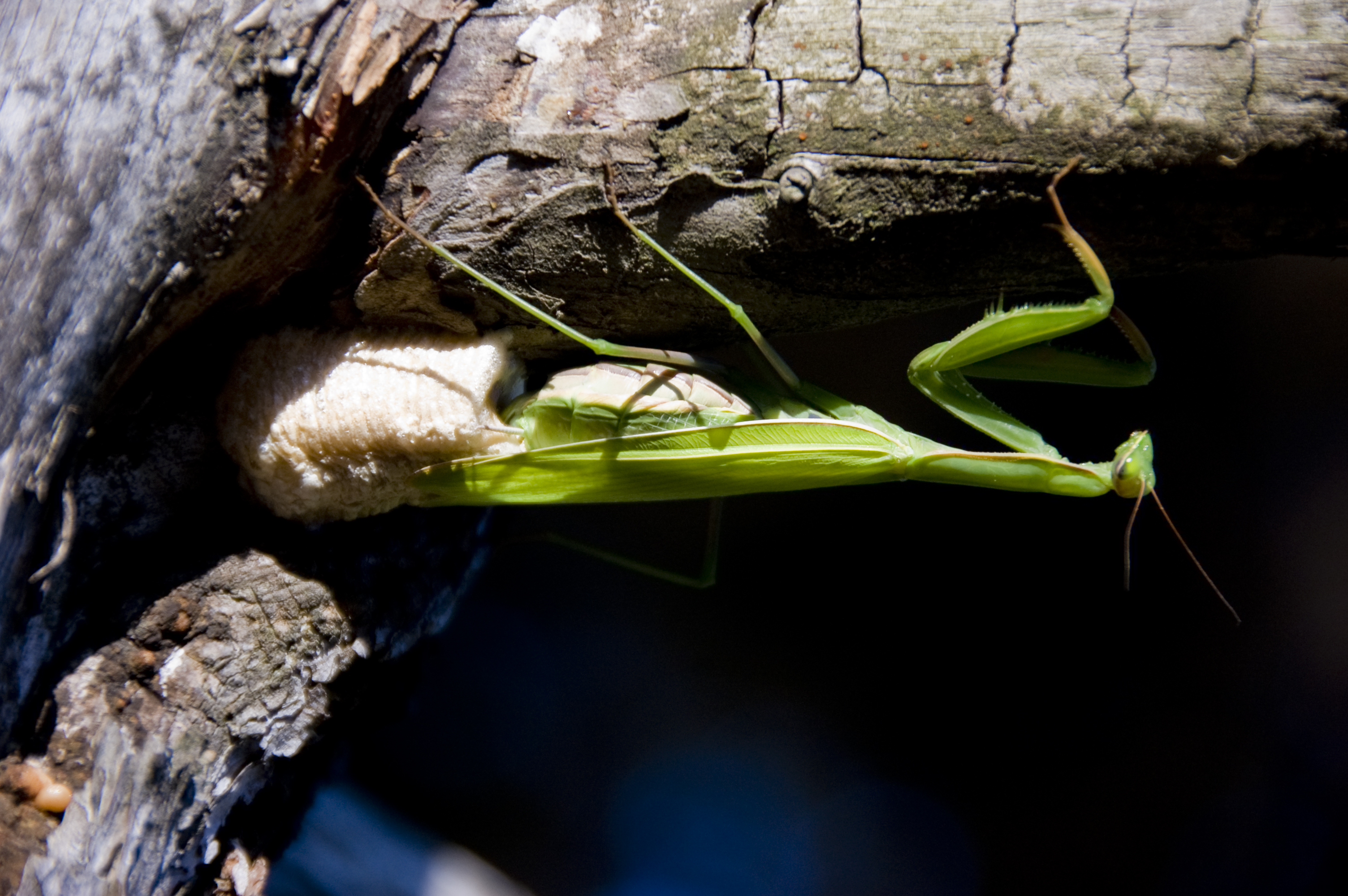
Самиця відкладає яйця, формуючи оотеку

Популяції богомола звичайного ніколи не є дуже щільними, хоча вони є слабко вивченими в зв'язку з прихованим способом життя. Зокрема в Італії спостерігалися щільності від 0,07 до 2 особин на м².
Личинки та дорослі особини є хижаками, полюють у засідці, сидячи у високій траві або кущах. Маскувальне забарвлення допомагає богомолам залишатися непомітними для хижаків та здобичі. Полюють на дрібних і середнього розміру комах, тих, з якими можуть упоратися. Поїдають саранових, коників, мух, метеликів. Можливий канібалізм. В науковій літературі описано декілька випадків поїдання самицями богомола звичайного молодих ящірок (Lacerta), а також інтродукованою до Північної Америки популяцією декількох видів колібрі.
У частині ареалу богомол звичайний є єдиним видом ряду або єдиним його великим представником. На інших територіях він співіснує з іншими великими видами богомолів. Зокрема на півдні України, Балканському півострові, островах Середземномор'я та в Північній Африці він співіснує з видами родів Hierodula та Sphodromantis. На північному сході США та півдні Канади вид займає одну територію з Tenodera sinensis та Tenodera angustipennis. У дослідженнях показано, що при такому співіснуванні богомол звичайний займає відмінні екологічні ніші, зокрема полює в нижчих ярусах рослинності, має інший час вилуплення личинок з яєць тощо. Через це вид майже не конкурує з іншими великими богомолами та не витісняє їх.
Богомолів звичайних поїдають птахи, великі ящірки, комахоїдні звірі. Вони складають значну частину раціону сови сірої в Алжирі, сорокопуда Lanius meridionalis в Іспанії. На яйцях паразитують перетинчастокрилі, зокрема їздці роду Podagrion, а також мухи родів Lasiambia, Pseudogaurax, Polyodaspis з родини Chloropidae тощо. Личинок ловлять і паралізують оси-сфециди виду Tachysphex costae

### Життєвий цикл

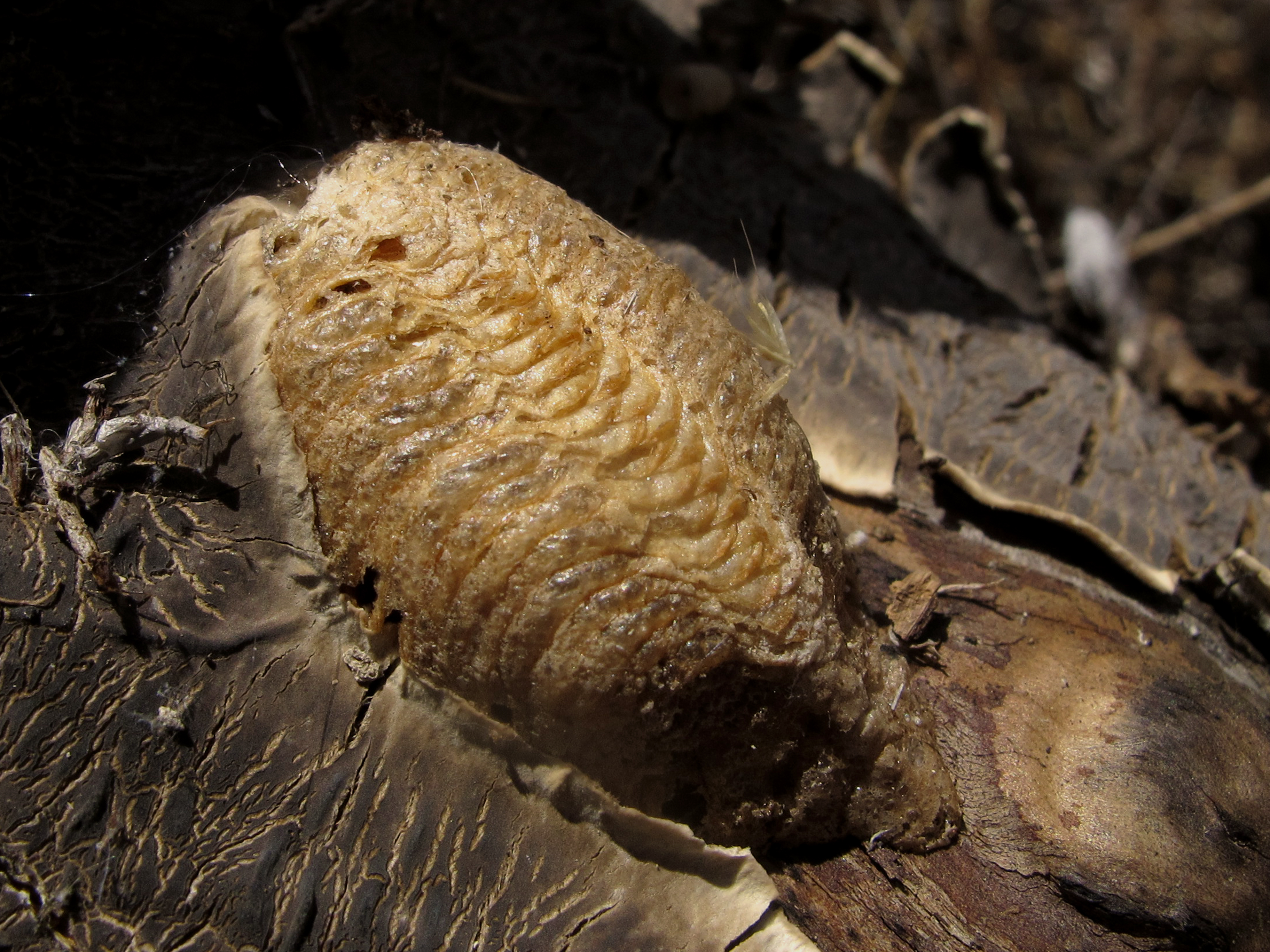
Оотека богомола звичайного

Генерація богомола звичайного триває близько 4-7 місяців, зокрема в Угорщині самці живуть в середньому 110 днів (максимум до 176), самиці 165 (максимум 196), у лабораторних умовах тривалість життя зростає в середньому до 175 діб у самців та до 210 в самиць, що пов'язано зі стабільнішими температурними умовами. У північних частинах ареалу в травні з яєць оотеки одночасно виходять личинки, які одразу починають хижацький спосіб життя. Після 6 линянь у самців та 7 линянь у самиць личинка досягає стадії імаго. Доросла самиця малорухлива, зазвичай не переміщується далі 30 м від свого звичного місця полювання. Натомість самці можуть долати значні відстані в пошуку самиць. Богомоли паруються наприкінці літа — початку осені. Самець знаходить самицю та запліднює її, іноді після копуляції чи під час неї самиця може з'їсти самця, це трапляється приблизно в третині парувань. Причини цього лишаються неясними, зокрема самиці, імовірно, візуально відрізняють самців від іншої здобичі.

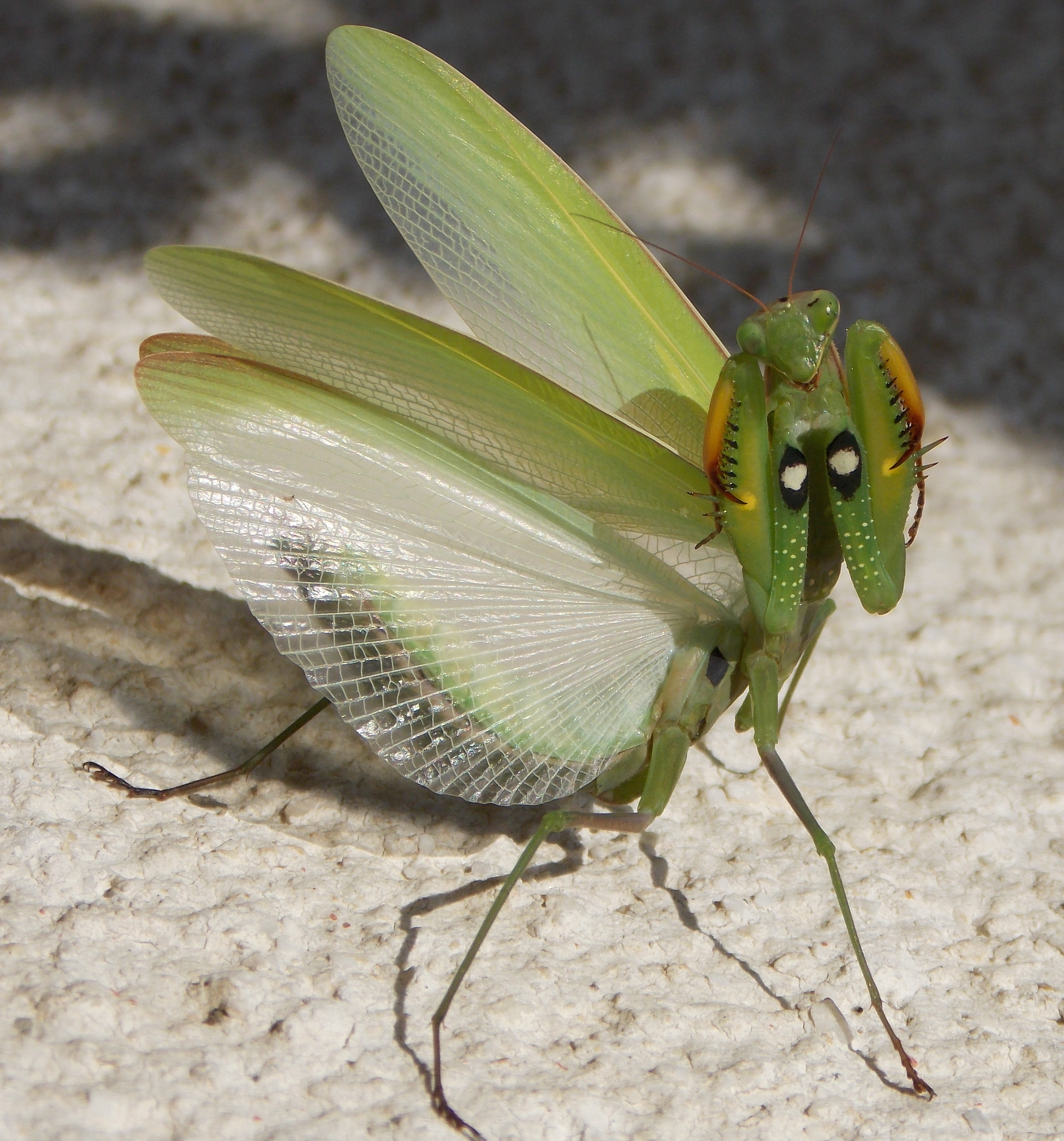
Захисна демонстрація самиці

У вересні-жовтні відкладає пінисту масу з яйцями (близько 250) — оотеку, Таких кладок може бути від 1 до 6, причому деякі можуть містити незапліднені яйця, з яких не розвиваються личинки. Оотека захищає яйця від хижаків, пошкодження, висихання, замерзання взимку при температурах до −20 °C. Самиця шукає місце на твердій освітлюваній сонцем поверхні, або розміщує оотеку на стеблах рослин. Розвиток яєць може початися вже восени за теплої погоди, але припиняється вже з першими заморозками та відновлюється лише за теплої погоди навесні.
У південніших широтах цикл не так сильно залежить від пори року, тому дорослі особини можуть траплятися впродовж усього року.

### Поведінка
У разі викриття хижаком, дорослий богомол демонструє агресивну поведінку, намагаючись відлякати ворога. Тварина фіксує очі на противнику, починає рухати щелепами, підіймає вертикально передньогруди. Передні кінцівки розгортаються в боки, щоб противник міг бачити темні плями в основі передніх тазиків, черевце підіймається та роздувається, крила також підіймаються. Богомол виглядає більшим, а до того ж починає створювати шиплячі звуки тертям крил по черевцю.

## Ареал

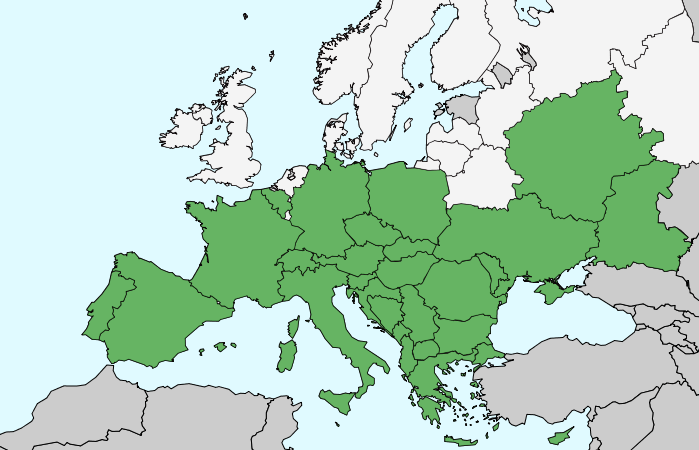
Ареал у Європі (не вказані Білорусь, Латвія, Естонія, Люксембург)

Богомол звичайний поширений у більшій частині Європи від Португалії до Туреччини, України та центру Європейської частини Росії, окрім півночі (його нема на Британських островах, у Скандинавії, на півночі Росії). Також трапляється на багатьох островах Середземного моря (Балеарські, Корсика, Сардинія, Сицилія, Мальта, острови Егейського моря, Кіпр), на Близькому Сході від Ізраїлю до Ірану, на Аравійському півострові. Звичайний вид у Китаї, Японії, Кореї, в Індокитаї. Численний вид на всьому півдні Росії від Ростова-на-Дону до Далекого Сходу. Населяє також більшу частину території Африки, окрім внутрішніх районів пустель.
Завезений на схід США в 1890-х роках, звідки заселив всю північну частину країни. У Канаді богомола кілька разів випускали в 1930-х та 1940-х роках по всьому півдню країни з метою біологічної боротьби з сільськогосподарськими шкідниками, і хоча далеко не всі популяції прижилися, цей вид є досить звичайним на півдні.  Також, імовірно, інтродукований до Нової Гвінеї. На початку XXI сторіччя знайдений у Коста-Риці. Також є суперечливі свідчення щодо знахідок богомола звичайного в Болівії, Ямайці та Австралії.
У Європі північна межа розселення виду була описана лінією 50-ї паралелі північної півкулі: Франція, Бельгія, південна Німеччина, Тіроль, Австрія, Чехія, Словаччина, південна Польща, лісостеп України, південь Росії. Утім, наприкінці XX сторіччя ареал став потроху розширюватися на північ. Станом на 2012 рік богомол звичайний став численним на півночі Німеччини, з'явився в Білорусі, Латвії. 2010 року з'явився в Мордовії, а з 2013 став там звичайним видом. З 2010 року з'явився на більшій частині території Білорусі, де до того був рідкісним та лише на півдні, в Росії поширився на північ до Липецької, Тульської, Московської, Калузької областей, Чувашії, найпівнічніша знахідка — в Костромській області. 2019 року вперше виявлений на півдні Естонії.
В Україні численним у XX столітті був лише в південних областях, поодинокі особини досягали Харкова й Києва. З 2009 року відмічається у Дністровському каньйоні. На початок XXI століття звичайний вид у низовині Закарпаття.

## Підвиди
Виділяють 12 підвидів богомола звичайного:
- Mantis religiosa religiosa (Linne, 1758) — номінативний підвид, поширений в Європі, Африці, Азії, Північній Америці
- Mantis religiosa beybienkoi Bazyluk, 1960 — Середня Азія, Західний Сибір, Монголія, Далекий Схід Росії
- Mantis religiosa caucasica Lindt, 1974 — Північний Кавказ
- Mantis religiosa eichleri Bazyluk, 1960 — Африка, Туреччина
- Mantis religiosa inornata Werner, 1930 — Іран, Пакистан, Індія, Непал
- Mantis religiosa langoalata Lindt, 1974 — Узбекистан
- Mantis religiosa latinota Lindt, 1974 — Казахстан
- Mantis religiosa macedonica Karaman, 1961 — Європа, Балкани
- Mantis religiosa major Gerstaecker, 1873 — Африка, Кенія
- Mantis religiosa polonica Bazyluk, 1960 — Східна Європа (див. нижче)
- Mantis religiosa siedleckii Bazyluk, 1960 — Таїланд, Малайзія, Індонезія, Тайвань
- Mantis religiosa sinica Bazyluk, 1960 — Китай, Японія, Корея, М'янма, В'єтнам

Не всі дослідники погоджуються з такою класифікацією, що заснована на морфології. Схрещування богомолів з Греції та Таїланду дало плодючих нащадків фенотипу, подібного до батьківського, що свідчить про генетичну подібність популяцій, які живуть дуже далеко одна від одної. Генетичне дослідження європейських популяцій виду 2017 року не виявило між ними серйозних відмінностей, тому M. religiosa polonica було позначено синонімом M. religiosa religiosa.

## Богомол звичайний і людина

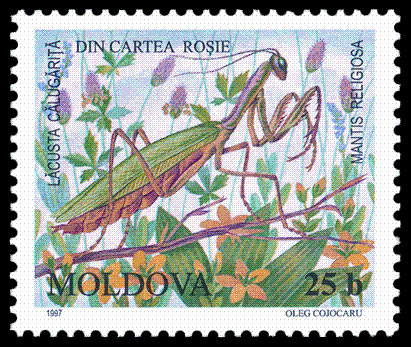
Богомол звичайний на марці Молдови

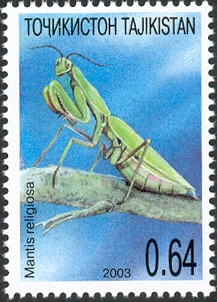
Богомол звичайний на марці Таджикистану

Найбільший та найпоширеніший богомол Європи, тому більшість європейців стикалися саме з цим видом. Перший відомий опис богомола звичайного в європейській науці належить італійському лікарю та натуралісту Антоніо Валліснері, який 1715 року видав дослідження його морфології, оотеки та життєвого циклу. Карл Лінней 1758 року відніс богомола звичайного та Iris oratoria до роду Mantis. Дослідження статевого канібалізму в богомола звичайного проводив французький ентомолог Жан Анрі Фабр.
Попри давнє співжиття з людиною, досі побутують міфи про ніби-то отруйність чи небезпечність богомола звичайного для людини. Також деякі люди помилково вважають богомолів шкідниками культурних рослин. Через це богомолів нерідко вбивають. При цьому в сільській місцевості Іспанії зберігається забобон, ніби оотеки богомола звичайного допомагають від зубного болю.
Іноді аматори утримують його вдома в тераріумах, хоча розмноження цього виду в неволі є складнішим за інші види.
Богомол звичайний є найпопулярнішим об'єктом ентомофілателії серед інших видів ряду, у 1949-2019 роках його зображено на 49 марках 38 країн, зокрема Молдови, Таджикистану, України та інших країн. Богомола звичайного зображено на польській монеті 2011 року та 10 срібних канадських доларах 2012 року.
Цей вид був обраний «комахою року» в Німеччині, Австрії та Швейцарії 2017 року.

### Економічне значення
Загалом богомол звичайний вважається корисним ентомофагом у сільськогосподарських угіддях, його іноді розводять штучно для випуску в сільськогосподарські угіддя для біологічної боротьби зі шкідниками. Проте, однією з жертв богомолів може бути бджола медоносна, а за браком іншої здобичі кожен богомол здатен ловити до 16 бджіл на день на квітах. За таких умов при масовому розмноженні богомол звичайний може завдати шкоди бджільництву.

### Охорона
Попри розширення ареалу існують і застереження щодо охорони богомола звичайного, особливо на півночі його європейського ареалу. Так, 2016 року його занесено до Червоного списку Міжнародного союзу охорони природи зі статусом «в найменшій небезпеці». Причинами локального падіння чисельності вважають індивідуальне знищення комах, зникнення природних оселищ, використання пестицидів.
Вид охороняється в Німеччині, Бельгії, Люксембургу, у Польщі.
Богомол звичайний також був занесений до Червоної книги Молдови 2001 року видання, проте, з видання 2015 року був виключений. У Росії він занесений до низки регіональних Червоних книг. Зокрема Червона книга Башкортостану відносить богомола звичайного до 3-ї категорії — як рідкісний і нечисленний вид, поширений на обмеженій території.
В Україні, попри звичайність виду на більшій частині території, його внесено до офіційних переліків регіонально рідкісних видів Полтавської, Вінницької та Сумської областей. Богомол також був внесений до переліку регіонально рідкісних тварин Харківської області в 2001 році, але був виключений звідти 2012 року як вид, чисельність якого підвищилася, а тому й не внесений до Червоної книги Харківської області, виданої 2013 року.
У світовому вимірі богомол звичайний розглядається як вид, популяризуючи який, можна звернути увагу суспільства на охорону решти, менш поширених видів богомолів.